# Stroy
Stroy byla česká anglicky zpívající alternativně rocková hudební skupina z Prahy.

## Historie

### Počátky a Adam Reborn (2011–2014)

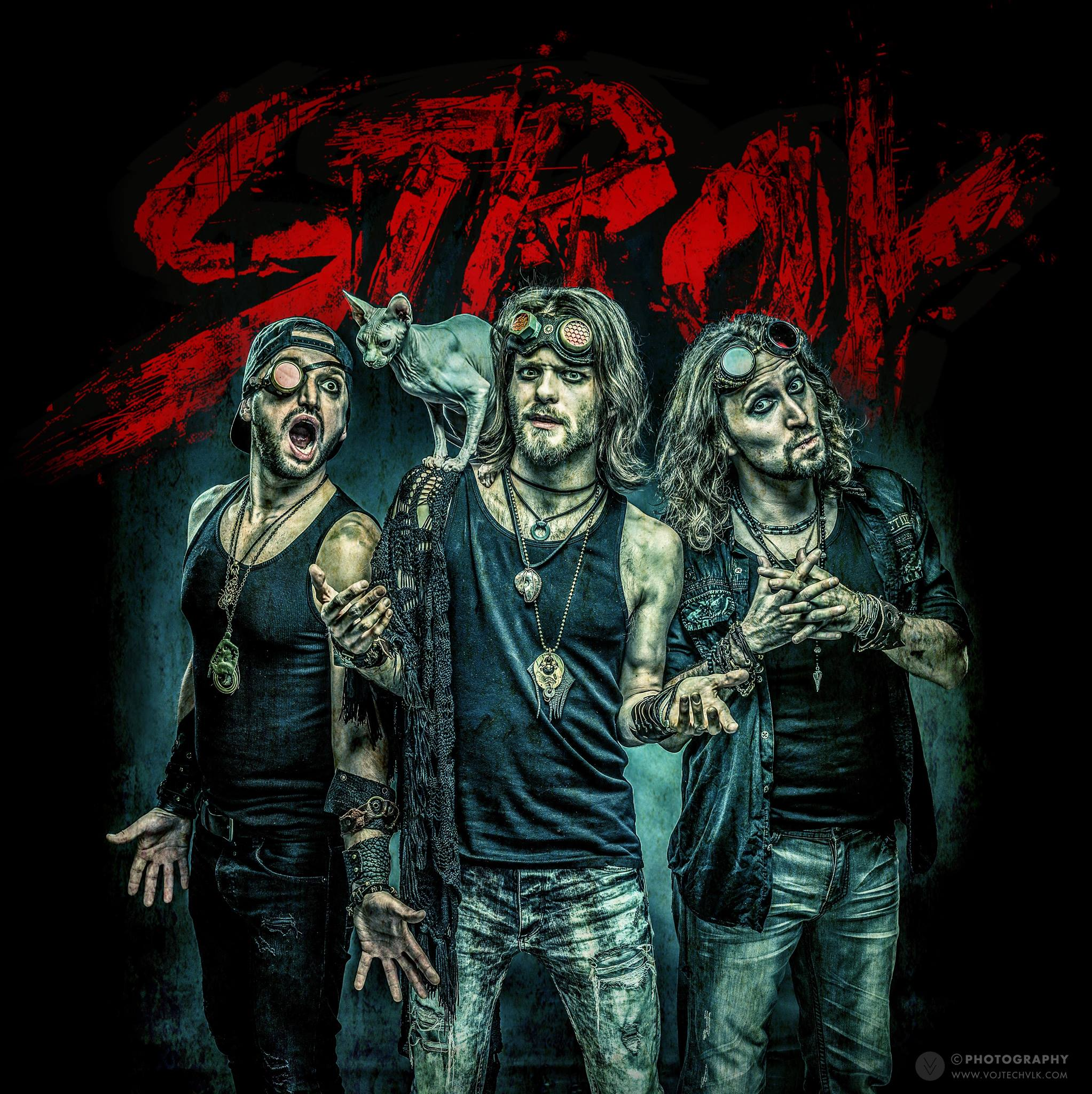
Stroy (s charakteristickým logem) v roce 2014, zleva: Jakub Antl, Michal Skořepa, Miloš Meier

Kapela vznikla v roce 2011 na pozůstatcích crossoverové kapely The Fuse. Založili ji Michal Skořepa s Milošem Meierem a Markem Bero, kterého na postu baskytaristy hned v počátku vystřídal Jakub Antl (Nightwork). Hudba Stroy byla ovlivněna seattelskou grungeovou scénou 90. let a progresivním metalem. Po samostatných singlech „Forcing The Earth“ (2011) a „Down The Mountain“ (2013) vyšlo debutové album Adam Reborn (2014), které sklidilo pochvalné ohlasy od hudebních kritiků. V roce 2015 kapela skončila na třetím místě ve finále celosvětové soutěže kapel GBOB v norském Oslu. 

### Like It Or Not (2015)
Na základě vzniklých kontaktů natočila ve stejném roce v Los Angeles čtyřpísňové EP Like It Or Not (2016) s producentem Alainem Johannesem (Queens Of The Stone Age, Chris Cornell, Eleven, Them Crooked Vultures) v jeho domácím studiu 11AD. 

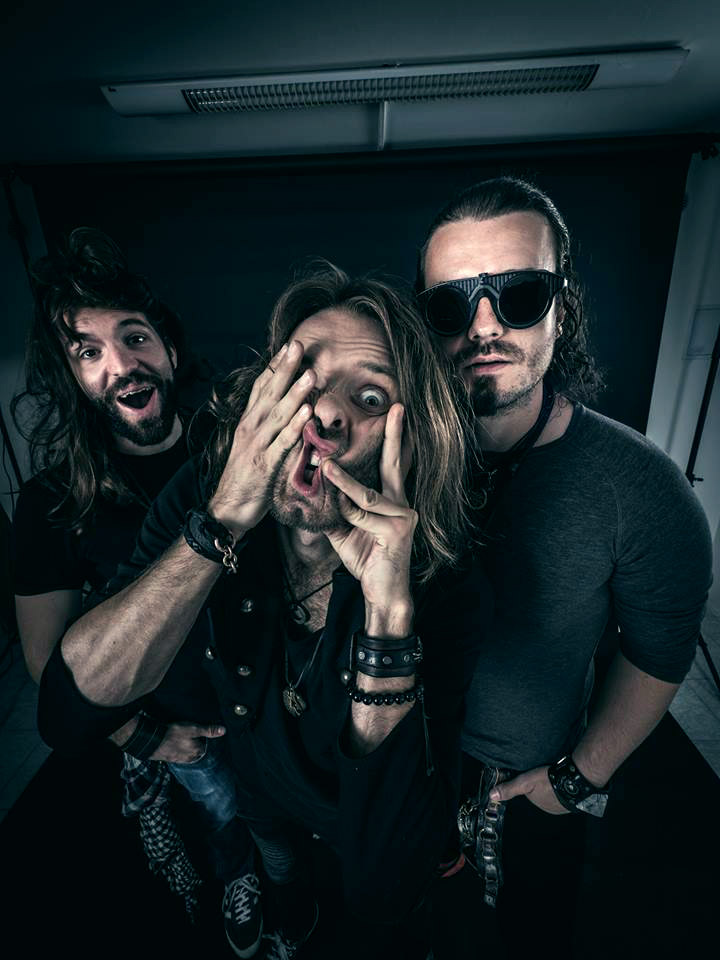
Stroy v roce 2018 ve složení zleva Danny Rico, Michal Skořepa, Marek Bero

### KIDS a ukončení aktivity (2016–2018)
Po následných personálních změnách, kdy se do kapely vrátil zakládající člen Marek Bero (baskytara) a Miloše Meiera vystřídal na postu bicích Rakušan Danny Rico, vyšlo album KIDS (2018), které produkoval Jarda Helešic (Support Lesbiens). Téhož roku po smrti Chrise Cornella, zpěváka Soundgarden, zveřejnili Stroy na jeho počest píseň „What A Hoax “. 5. října 2018 kapela na koncertním křtu desky KIDS v pražském Paláci Akropolis oznámila ukončení aktivity.

## Výtvarná složka kapely
Autorem veškerých hudebních videoklipů, obalů desek kapely a merchandise je Michal Skořepa.

## Bývalí členové
- Michal Skořepa (2014–2018) – zpěv, kytara

- Jakub Antl (2014–2017) – baskytara

- Marek Bero (2014, 2017–2018) – baskytara

- Miloš Meier (2014–2017) - bicí

- Danny Rico (2017–2018) – bicí

## Diskografie

### Řadová alba
- 2014 – Adam Reborn (CD, digitálně)

- 2018 – KIDS (digitálně)

### EP
- 2015 – Like It Or Not (CD, digitálně)

## Videoklipy
- 2011 – Forcing The Earth [4]

- 2013 – Down The Mountain [5]

- 2014 – Adam Reborn [6]

- 2016 – Like It Or Not [7]

- 2016 – Punkrocksong [8]

- 2016 – Undead [9]

- 2017 – Tyvolepepo! [10]

- 2018 – Somebody Else [11]

## Fotogalerie

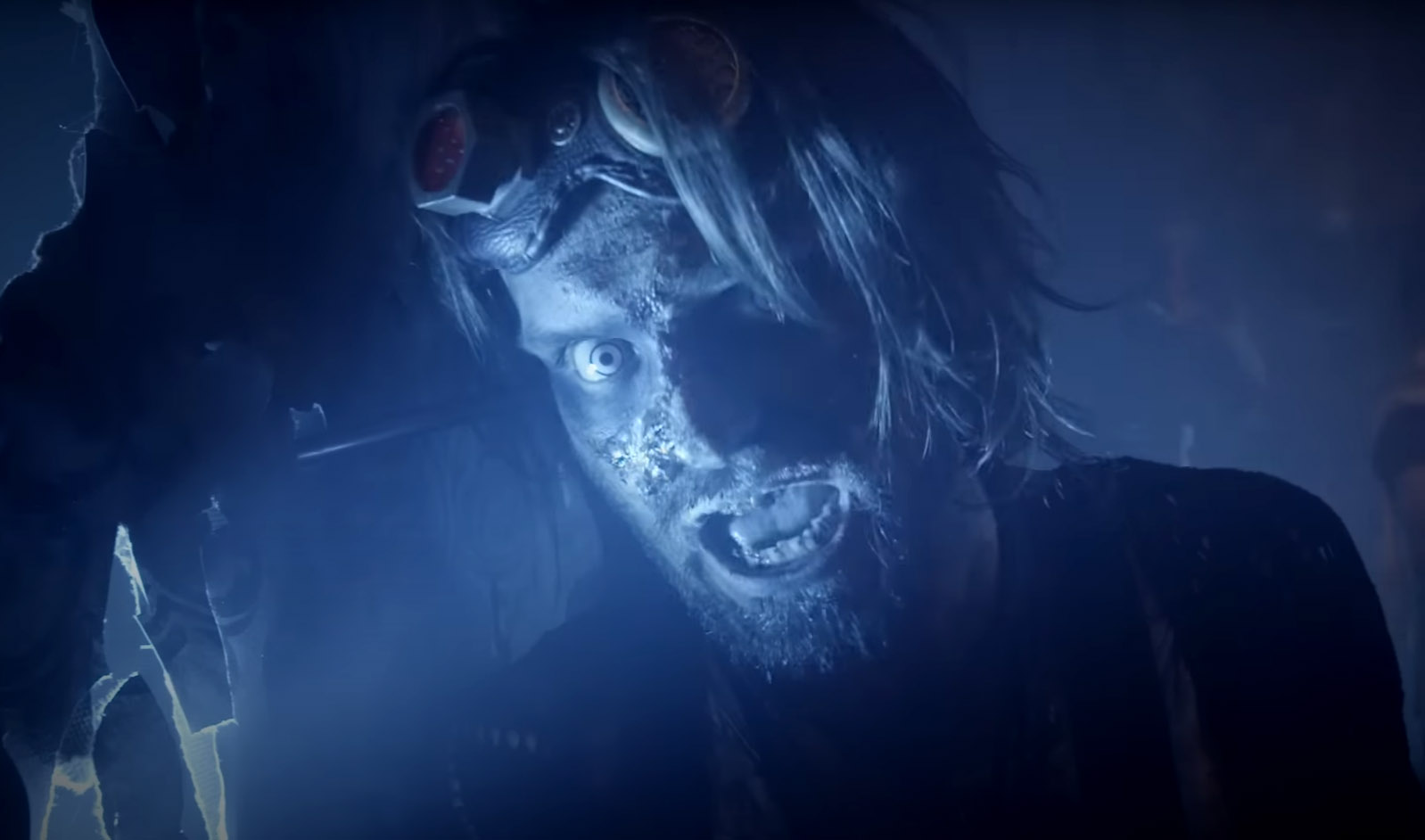
Stroy - videoklip Undead 2016 k EP Like It Or Not
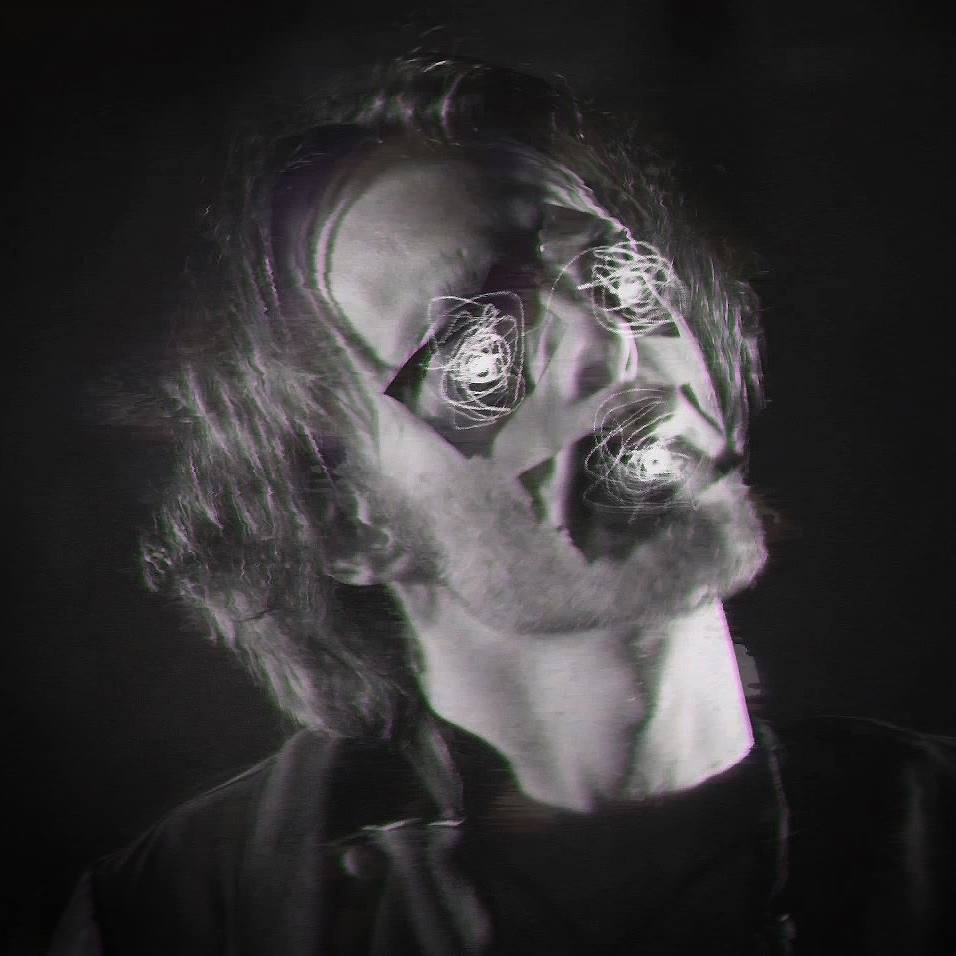
Stroy - Videoklip Somebody Else k albu KIDS
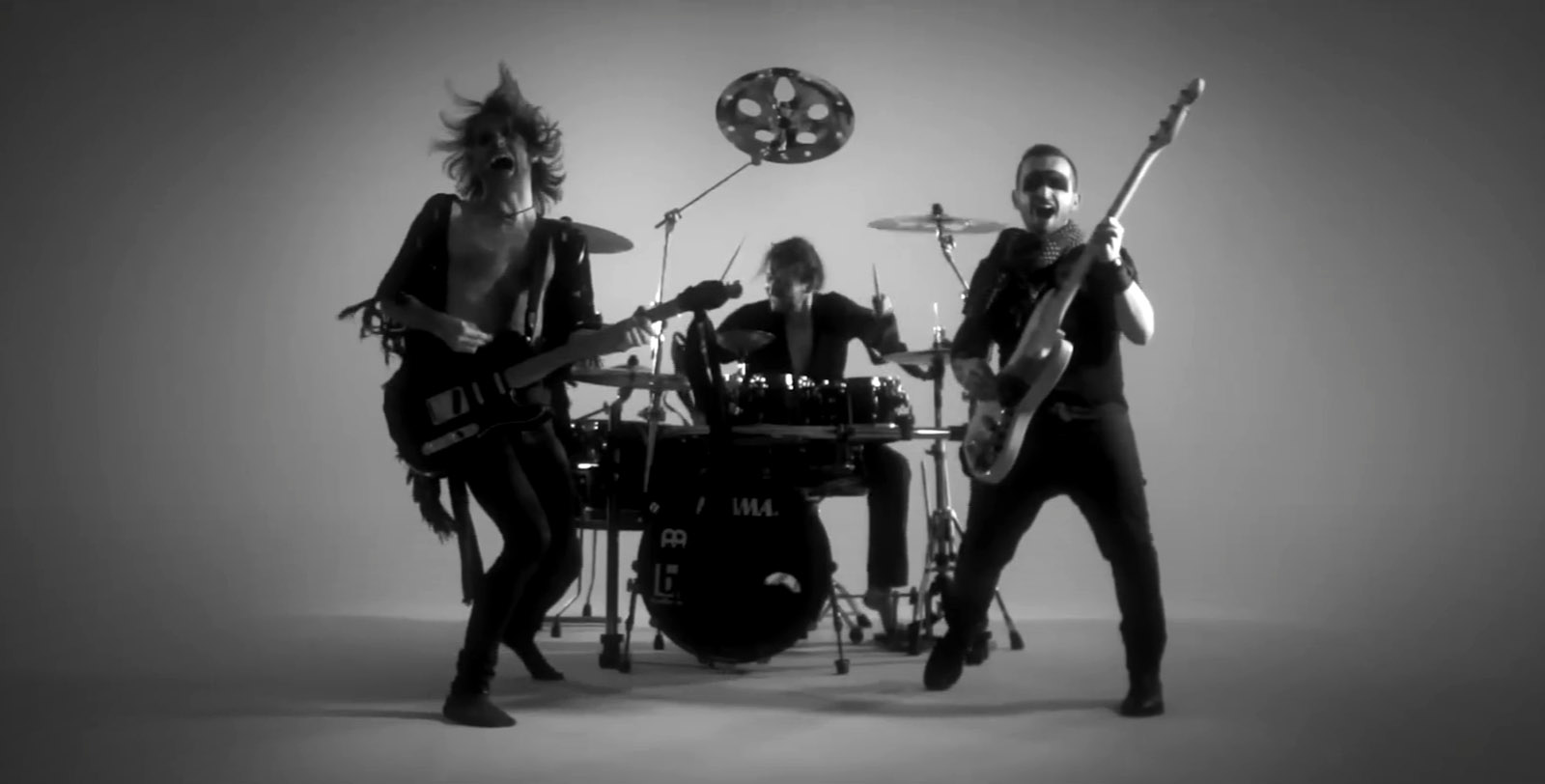
Stroy - Videoklip Adam Reborn ke stejnojmennému albu 2014
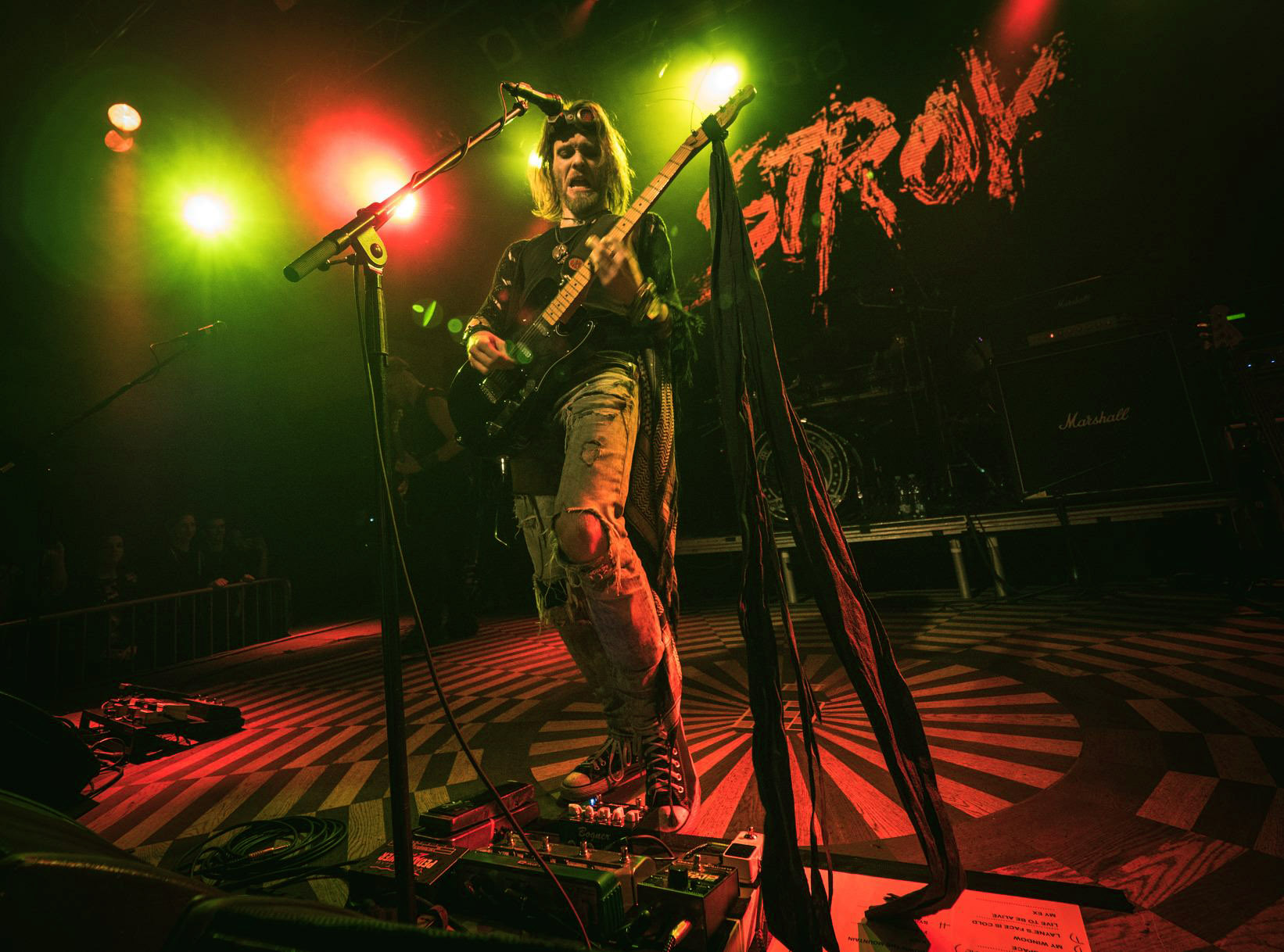
Stroy - Lucerna Music Bar 2016
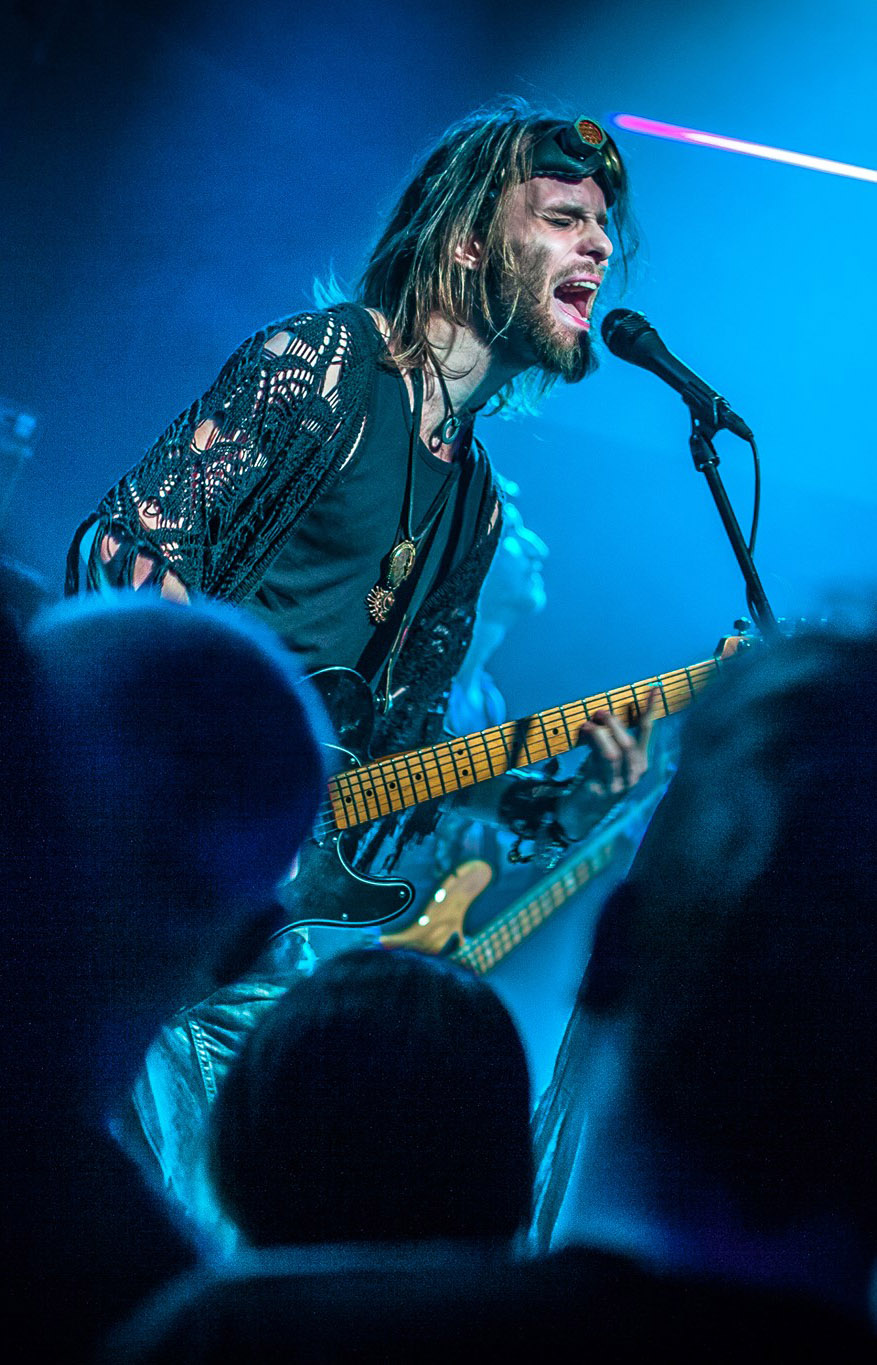
Stroy - Lucerna Music Bar 2016